# Nowodubrowka (obwód wołogodzki)
Nowodubrowka (ros. Новодубровка) – wieś w Rosji, w rejonie czerepowieckim obwodu wołogodzkiego. W 2010 liczyła 5 mieszkańców.